# De Croissant

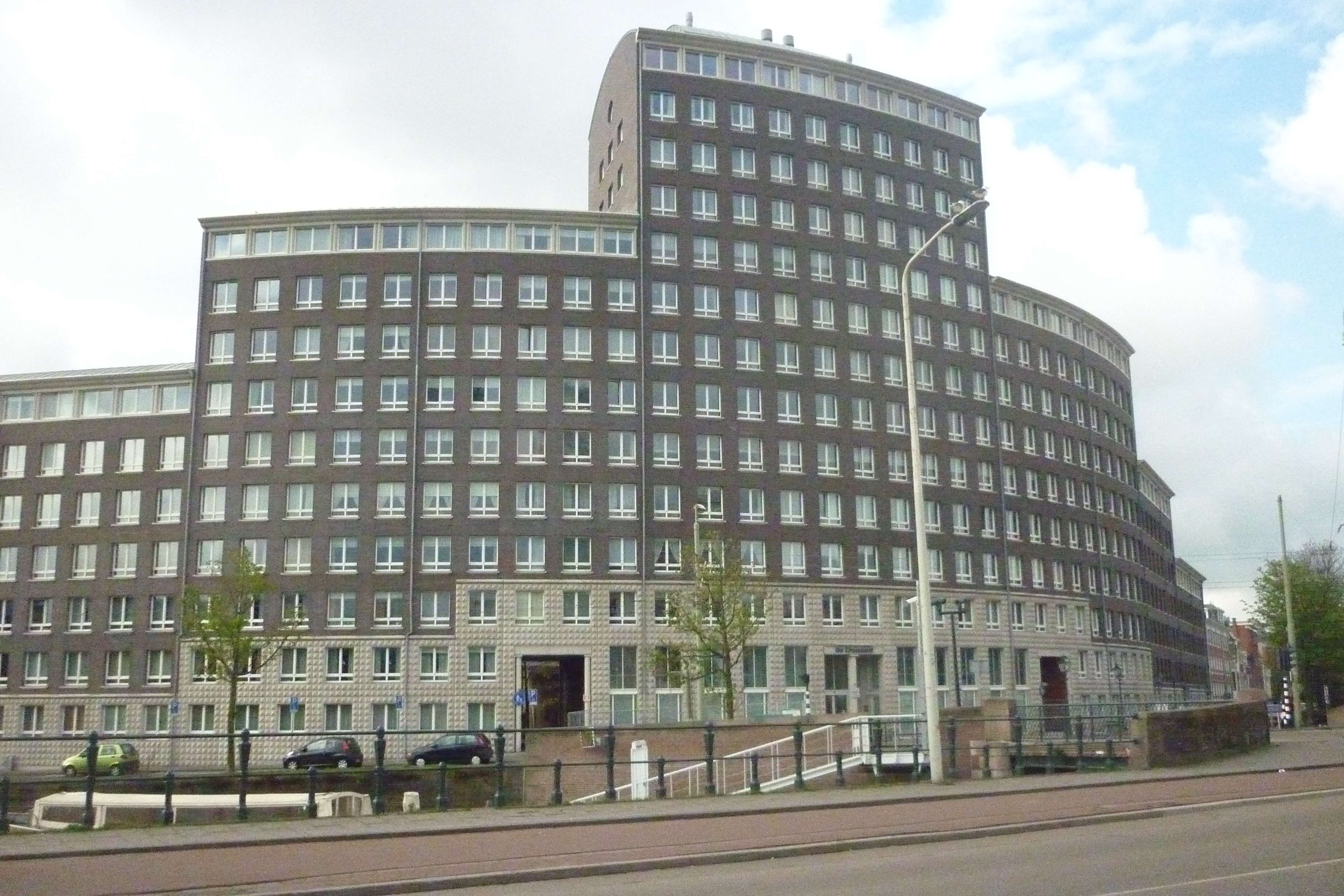

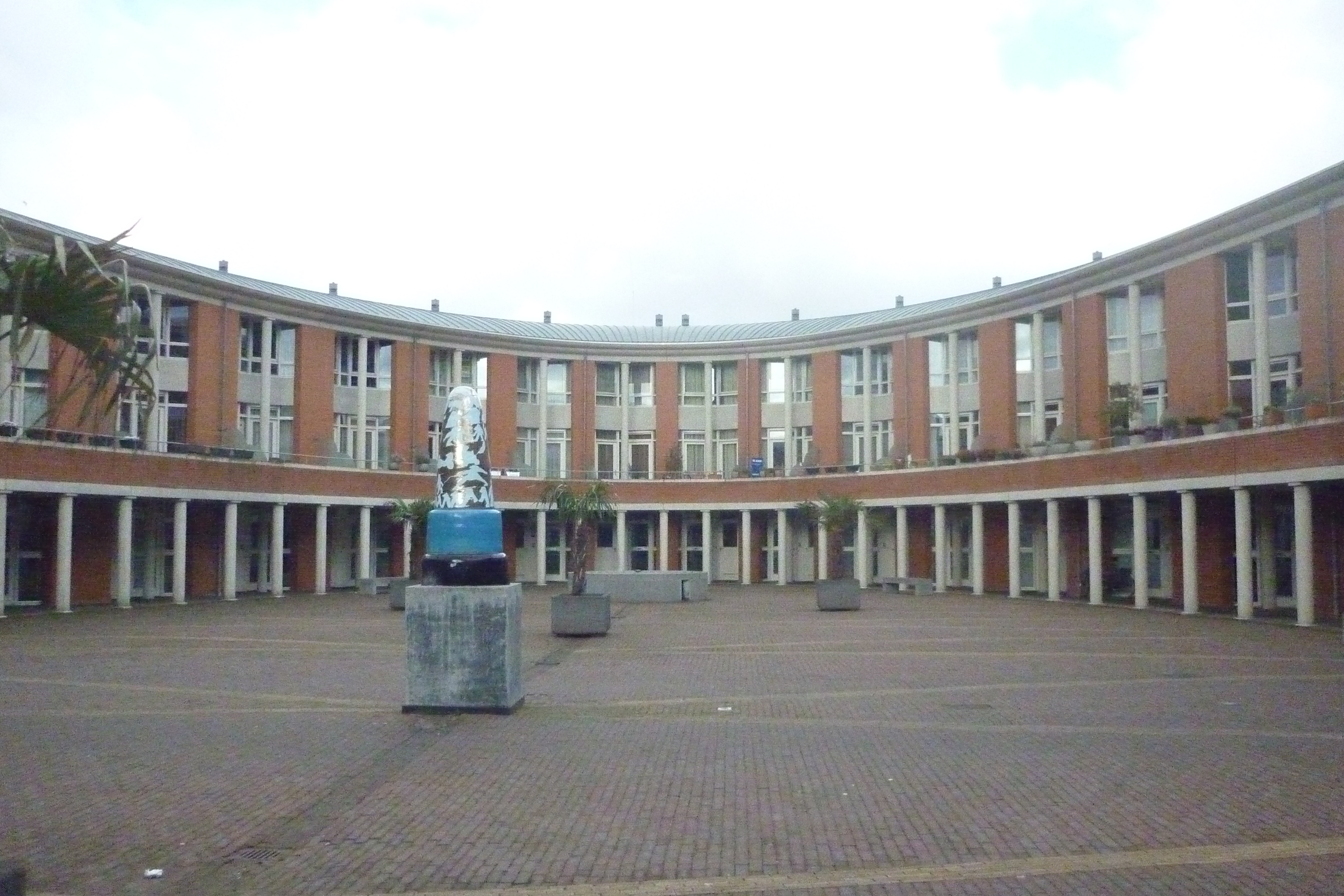
Bocht van Guinea

De Croissant is een wooncomplex in de Stationsbuurt van Den Haag. Het ligt aan het einde van het Spui op de hoek van 't Groenewegje en het Zieken. Het complex is in 1999 ontworpen door de Belgische architect Charles Vandenhove.
Het hoofdgebouw heeft 36 twee- en 126 driekamerwoningen voor senioren. Er zijn twee doorgangen onder het gebouw die toegang geven tot de Bocht van Guinea. Eerst ziet men een binnenplaats met links en recht een groenstrook en in het midden een ronde toren met vier etages, hier is een architectenbureau gevestigd. Door een poort komt men dan in een ovaalvormig gebouw met een stenen binnenplaats waarop enkele palmen in bakken staan. Rondom zijn allemaal stadsherenhuizen, het doet denken aan een arena. Iedere woning heeft een inpandige berging met daarachter een kamer, boven een woonkamer, keuken en balkon, en daarboven drie slaapkamers. Hier wonen veel jonge gezinnen. Achter dit gebouw ligt het Huijgenspark.
De naam van het hoofdgebouw is toepasselijk, het is hoog in het midden en lager aan de zijkanten. Het gebouw maakt een ronde hoek van 90 graden.